# Marie de France
Marie de France (činná mezi 1160 a 1215) byla středověká spisovatelka, básnířka a překladatelka.

## Život
O jejím životě se mnoho neví, ale pravděpodobně se narodila ve Francii a v druhé polovině 12. století žila v Anglii. Žila a psala na neznámém dvoře, ale její práce byly téměř určitě známy na královském dvoře krále Jindřicha II. Plantageneta. Její jméno i zeměpisné upřesnění známe pouze z jejích rukopisů. Je považována za první francouzskou básnířku.
Marie de France psala nářečím francouzštiny používané v oblasti Île-de-France (pozdější Paříž), ale v jejích textech se objevuje i vliv anglonormanštiny. Stejně jako většina autorů a učenců své doby uměla latinsky, a k tomu ještě anglicky a nejspíš i bretonsky.
Je autorkou Lais of Marie de France (Lejchy Marie de France). Vydala sbírku 102 bajek, z nichž byly mnohé překlady Ezopových bajek, a podle latinských textů sepsala Espurgatoire seint Partiz (Legendu o očistci sv. Patrika). Někdy je označována za autorku hagiografie svaté Æthelthryth, anglické princezny a královny a později abatyše.
Rozvinula narativní Lejchy, které jsou čteny ještě i dnes a přinesla do popředí nový žánr, známý jako rytířská literatura. 

## Dílo

### Lejchy
Lejchy Marie de France je 12 krátkých epických básní. Jsou psané anglonormanštinou a složeny byly nejspíš v druhé polovině 12. století. Krátké lejchy z většiny oslavují koncept dvorské lásky, kterou hlavní postavy prožívají, a individualitu postav. Britská knihovna má pět různých rukopisů s jedním či více lejchy, ale pouze jeden rukopis ze 13. století obsahuje všech 12 příběhů. Marie de France je za sebou uspořádala nejspíš tak, aby dala do kontrastu kladné a záporné činy, které mohou z lásky vzejít. V tomto rukopise chválí liché lejchy („Guigemar“, „Le Fresne“, ...) postavy, které vyjadřují lásku druhým. Sudé lejchy („Equitan“, „Bisclavret“, ...) naopak varují před tím, jak láska k sobě samému může vést k neštěstí.
V tomto rukopise je také prolog o 56 verších, ve kterém Marie popisuje, proč lejchy zkomponovala. Píše, že byla inspirována příkladem starověkých Řeků a Římanů a chtěla vytvořit něco, co by bylo zábavné i morálně poučné. Také prý chtěla pro budoucí generace zachovat příběhy, které znala.
Dva z lejchů zmiňují krále Artuše a jeho rytíře Kulatého stolu – „Lanval“ a „Chevrefoil“ (který vypráví o Tristanovi a Isoldě). Marie byla pravděpodobně současnicí Chrétiena de Troyes, dalšího spisovatele Artušovských legend.

#### Seznam lejchů
Pořadí je podle rukopisu ze 13. století.
- Guigemar
- Equitan
- Le Fresne („Jasan“)
- Bisclavret („Vlkodlak“)
- Lanval
- Les Deux Amants („Dva milenci“)
- Yonec
- Laüstic („Slavík“)
- Milun
- Chaitivel („Nešťastník“)
- Chevrefoil („Zimolez“)
- Eliduc

### V češtině
- O dvou milencích – in: 1000 nejkrásnějších novel č. 88; úvod František Sekanina; přeložila Mary Sehnalová. Praha: J. R. Vilímek, 1915
- Výbor z povídek a bajek – př. Norbert Havel. Praha: Jan Otto, 1929
- Yanval – př. O. F. Babler. Samotišky: O. F. Babler, 1952
- Milostné příběhy ze staré Francie – přeložili Jiří Konůpek a O. F. Babler. Praha: SNKLHU, 1958